# Dicranostyles guianensis
Dicranostyles guianensis là một loài thực vật có hoa trong họ Bìm bìm. Loài này được Mennega mô tả khoa học đầu tiên năm 1968.